# Jüdischer Friedhof (Anröchte)

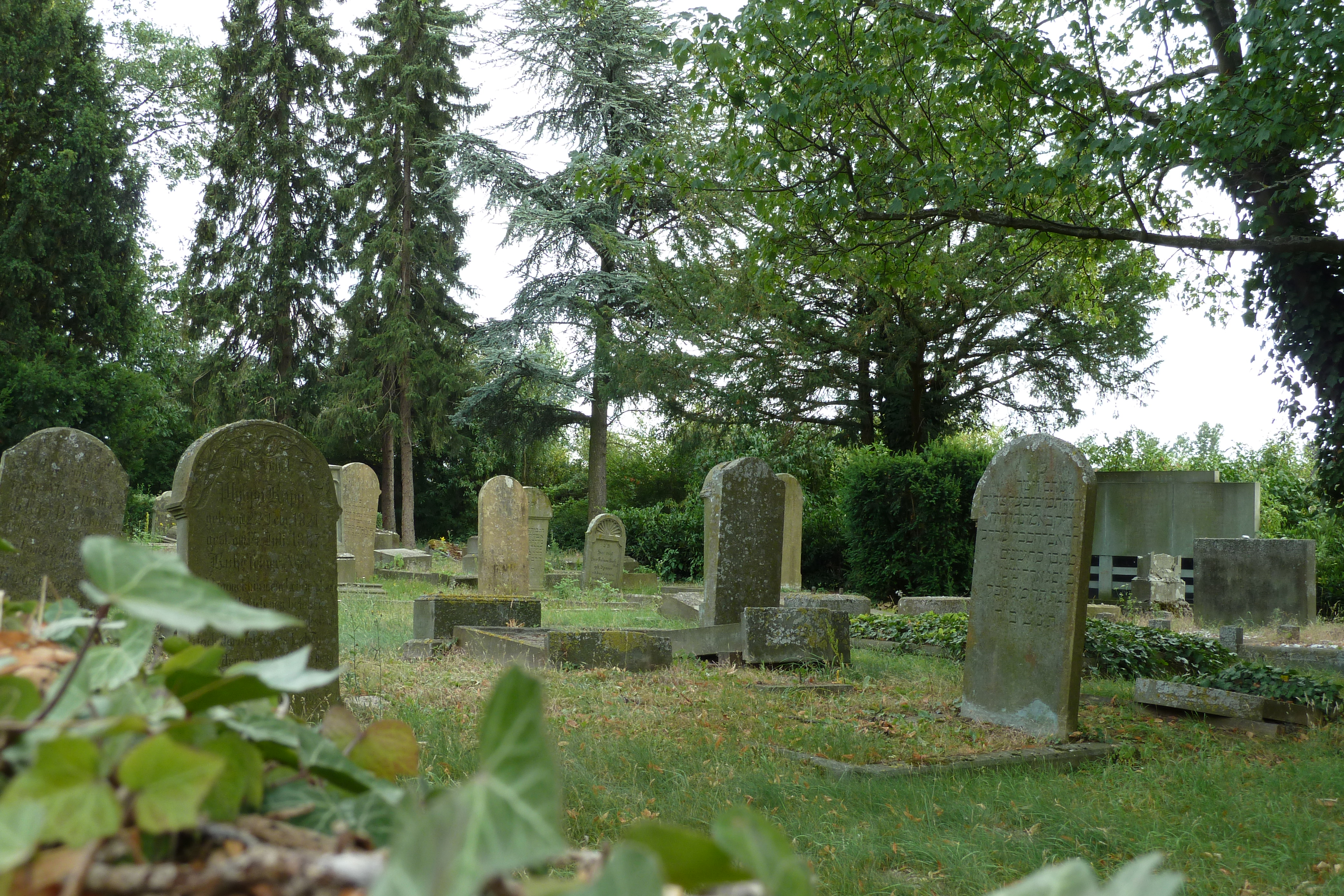
Der jüdische Friedhof in Anröchte

Der Jüdische Friedhof Anröchte ist ein jüdischer Friedhof in der Gemeinde Anröchte im Kreis Soest. Er liegt an der Pohlgartenstraße.
Der 2.170 m² große Friedhof diente der jüdischen Gemeinde Anröchte schon vor 1800 als Begräbnisplatz. Die letzte Beerdigung fand 1997 statt. Die 46 Grabsteine (Mazewot) sind teilweise stark verwittert.
Der Friedhof selbst ist von einer Bruchsteinmauer begrenzt; zahlreiche Pappeln spenden Schatten.